# Otto Löblich
Otto Ludwig Johannes Löblich (* 17. Januar 1899 in Rinteln, Kreis Grafschaft Schaumburg; † 14. Januar 1973 in Osterholz-Scharmbeck) war ein deutscher SS-Sturmbannführer, KZ-Leiter und Staatsrat in Bremen.

## Leben
1924 wird Löblich als Trauzeuge in einer Heiratsurkunde als Beamter der Bremer Lagerhausgesellschaft aufgeführt. Er selbst heiratete mit der Berufsbezeichnung Mechaniker am 4. Mai 1929 in Bremen die Bankbeamtin Anita Bernhardine Schlüsselburg, von der er 1950 geschieden wurde. Löblich starb in Osterholz-Scharmbeck, wo Angehörige der Familie Nacke lebten. Sein Leichnam wurde in Bremen eingeäschert; wahrscheinlich wurde er im Familiengrab Löblich/Nacke auf dem Friedhof in Bremen-Osterholz beigesetzt.

## SS-Sturmbannführer, Kriminalrat, Staatsrat
1923 trat er der NSDAP bei und schloss sich der neu gegründeten Partei zum 1. Juli 1929 erneut an (Mitgliedsnummer 140.859). Am 15. Mai 1931 wurden 30 Bremer SA-Mitglieder vom Oldenburger SA-Oberführer Otto Herzog zur ersten Bremer SS ernannt. Löblich übernahm die Führung des neuen SS-Sturms (SS-Nummer 8.730). Die Stadt wurde 1932 Sitz des Sturmbanns II/24.
Die Bremer Polizei verstand sich ab 1933 mehr und mehr als „Hüterin“ des nationalsozialistischen Staates. Die Leitung der Kriminalpolizei übernahm der SA-Sturmführer Krebs, der gleichzeitig auch Leiter der Gestapo war. Unter seiner Führung wurden mehrere SA Leute als „Hilfskriminalangestellte“ eingestellt, darunter der als brutaler Schläger bekannte SA-Sturmbannführer Löblich.
Richard Markert bestellte wenige Tage nach seiner Ernennung am 18. März 1933 als Reichskommissar zum Vorsitzenden des Bremer Senats und damit auch zum kommissarischen Bürgermeister den Polizeipräsidenten Theodor Laue und Oberst Caspari, den Kommandeur der uniformierten Polizei, sowie den Leiter der Kriminalpolizei und den Leiter der Z-Stelle ein: Es ging um die Einstellung und Verwendung des SS-Führers Otto Löblich als Kriminalrat. Gegen die Einstellung dieses als gewalttätig bekannten SS-Mannes, der wenige Tage zuvor noch wegen vermutlichen Totschlags (s. u.) verhaftet worden war, erhoben weder Caspari noch die anderen Bedenken. Löblich stieg später sogar bis zum Staatsrat auf.
In seiner neuen Funktion ernannte Löblich bereits am 21. März 1933 bis zu 100 Angehörige der SA, SS, des Stahlhelms und des NS-„Kampfbund Niedersachsen“ zu Hilfspolizisten.

## Schuld am Tod von Johannes Lücke
Löblich hatte am 1. März 1933 seinen SS-Leuten den Befehl „Waffen heraus“ gegeben. Die SS schoss damals auf Angehörige des Reichsbanners, die an einer Veranstaltung teilgenommen hatten und auf dem Heimweg waren. Johannes Lücke (* 18. Februar 1888 in Rengelrode, † 2. März 1933 in Bremen) sicherte diese Veranstaltung gegen nationalsozialistische Übergriffe ab. Lücke starb einen Tag später an der erlittenen Schussverletzung, zwei andere Demonstranten wurden erheblich verletzt. Als mutmaßlicher Schütze wurde unter anderem Löblich festgenommen, aufgrund einer NS-Amnestie jedoch wieder freigelassen.
Erst 1950 wurde Otto Löblich verhaftet und in die Untersuchungsanstalt Bremen eingeliefert. 19 Jahre nach der Tat – im Mai 1952 – wurde Löblich vom Bremer Schwurgericht wegen gemeinschaftlichen vollendeten Totschlags in Tateinheit mit gemeinschaftlichem versuchtem Totschlag in zwei Fällen und wegen schweren Landfriedensbruchs zu sechs Jahren Zuchthaus verurteilt. Ende 1954 wurde er, nachdem er mehr als zwei Drittel seiner Strafe verbüßt hatte, die Untersuchungshaft wurde angerechnet, auf dem Gnadenwege bedingt entlassen mit einer Bewährungsfrist von fünf Jahren.

## Leitung des KZ Mißler
Ende März 1933 wurde auf Veranlassung des Bremer Innensenators und SA-Sturmbannführers Theodor Laue in den ehemaligen Auswandererhallen der Auswandereragentur Friedrich Mißler im Bremer Stadtteil Findorff das KZ Mißler angelegt. Unter Leitung Löblichs wurden hier zunächst 148 Häftlinge, in erster Linie verfolgte Kommunisten und Redakteure der Bremer Volkszeitung, in „Schutzhaft“ festgehalten; später erhöhte sich die Belegungszahl bis auf 300 Personen. Am 11. Juli 1933 gab Laue dem Druck aus der Findorffer Bevölkerung nach, das KZ Mißler aufzulösen, doch erst am 13. September 1933 berichteten die Bremer Nachrichten über die Verlegung der Häftlinge auf das KZ-Schiff Ochtumsand in der Mündung der Ochtum.